# Falaka Armide Yimer
Falaka Armide Yimer (* 1942 in Nazret, dem heutigen Adama, Äthiopien) ist ein äthiopischer Holzschnittkünstler, der in Australien lebt.

## Leben
Yimer besuchte zunächst eine Schule der äthiopisch-orthodoxen Kirche in Nazret, rund 80 km südöstlich der äthiopischen Hauptstadt, wo er die altäthiopische Liturgiesprache Ge'ez erlernte. Danach wurde er bis 1956 an staatlichen Schulen unterrichtet, diese beendete er mit dem 8. Grad. Während seiner Kindheit und Jugend lebte er zumeist von seinen Eltern getrennt und musste sich schon als Kind an der Erwerbsarbeit beteiligen, um überleben zu können. Als junger Mann zog es ihn in den Jemen und nach Saudi-Arabien, wo er sich ein besseres Leben erhoffte. Enttäuscht kehrte er nach einiger Zeit von der arabischen Halbinsel nach Äthiopien zurück. 
In Addis Abeba konnte er mit einem Regierungsstipendium einen höheren Schulabschluss erlangen und gleichzeitig von 1968 bis 1972 an der seit 1958 bestehenden Kunsthochschule studieren. Er entschied sich zuerst für ein Studium der Malerei, als ihn jedoch die Ausdruckskraft des 1963–1966 in Addis Abeba unterrichtenden Deutschbrasilianers Hansen-Bahias, dessen Werke im dortigen Goethe-Institut zu sehen waren, einen tiefen Eindruck hinterließen, wechselte er in die Klasse für Druckgrafik, die 1967–1969 von der US-amerikanerin Wendy Kindred geleitet wurde. Seine Begabung weckte das Interesse von Ingeborg (Ingrid) Bolt und Harant Bagdhassarian die von 1964 bis 1973 die Belvedere Art Gallery in Addis Abeba führten. Mit Ausstellungen in Addis Abeba und Salzburg, die sie ihm ermöglichten, kam Yimer erstmals zu bedeutenden finanziellen Einnahmen. 
Dadurch war es ihm möglich, diesmal mit Vermittlung des Künstlers Skunder Boghossian, ein weiteres Studium an der überwiegend afroamerikanischen Howard University (College of Fine Arts) in Washington aufzunehmen, das er 1980 mit einem Master beenden konnte. In den USA begegnete er anderen Künstlern aus Afrika, die sein Schaffen beeinflussten. Nach Abschluss seines Studiums unterrichtete Yimer vier Jahre an der Howard University. Yimers Arbeiten waren zuerst mit Falaka Armide signiert, in Anpassung an westliche Namen, die es so in Äthiopien nicht gibt, machte er im Ausland Yimer, den zweiten Namen seines Vaters, zu seinem Familiennamen. Von 1984 bis 1994 war er Techniker, Restaurator, und Konservator in der universitätseigenen Galerie. 
1994 verlegte er seinen Lebensmittelpunkt nach Sydney in Australien. Dort unterrichtete er zuletzt Druckgrafik und Kunst am Campbelltown College of Technology and Further Education. Neben seiner künstlerischen Arbeit war er zudem auch Mitarbeiter in verschiedenen Galerien und Museen in Sydney. Mit besonderem Interesse arbeitete er mit Studenten australisch-indigener Herkunft. 
Sein Stil ist auch im Alter weiterhin von der Ästhetik Hansen-Bahias beeinflusst, wurde aber auch durch eigene Arbeitsmethoden ergänzt, zu denen Mischtechniken zwischen Holzschnitt und Monotypie oder Kombinationen von Lithographie und Monotypie gehören. Dabei steht die Verbindung mit Äthiopien und dessen historischer und christlicher Ikonografie weiterhin im Mittelpunkt seines Schaffens, er verarbeitet darin aber auch zeitgenössische Themen, wie beispielsweise die Zeit des Derg und die damit verbundenen traumatischen Erinnerungen. Eine besondere Bindung hat Yimer nach eigenen Angaben mit den Städten Aksum, Gonder und Lalibela im Norden seines Herkunftslandes. Zahlreiche seiner Werke befinden sich heute beispielsweise in den Sammlungen des National Museum of African Art, des Äthiopischen Nationalmuseums, des Campelltown Arts Centre, oder im Völkerkundemuseum Zürich.